# Território dependente

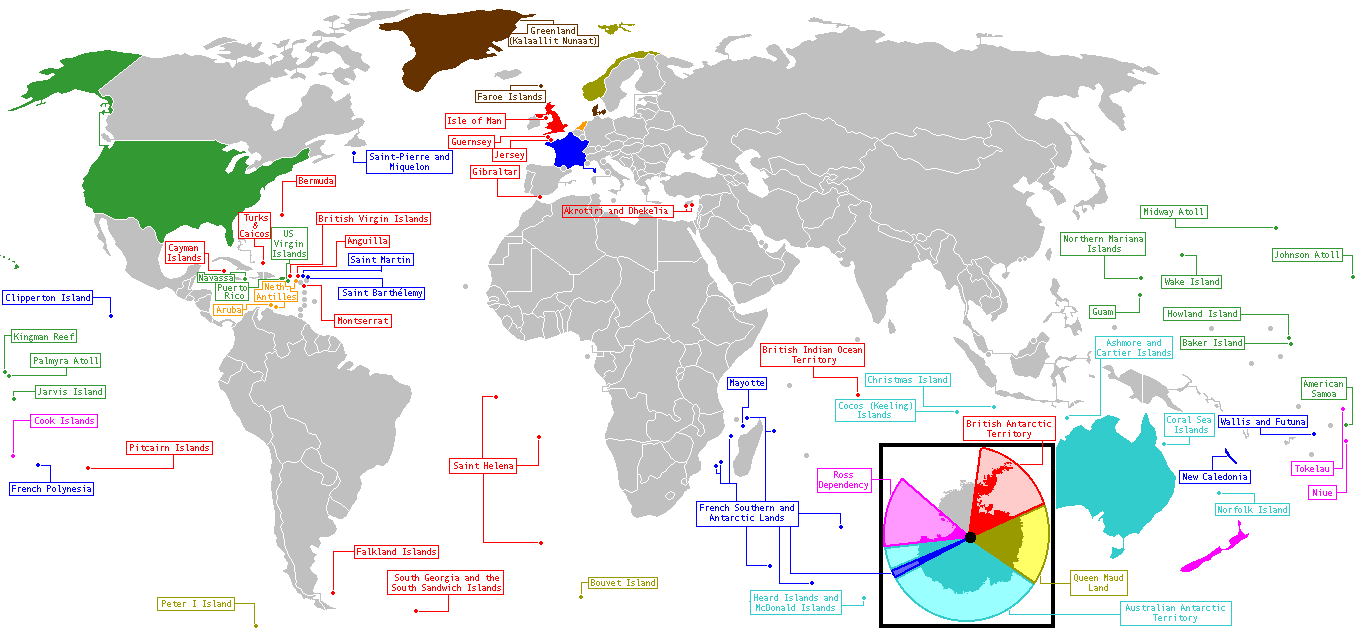
Mapa dos territórios dependentes do planeta Terra em 2007

Um território dependente, área dependente ou dependência é um território que não goza de independência política ou soberania total como um estado soberano, mas no entanto, permanece politicamente subordinado ao estado de que detém o poder e autoridade máxima.
Uma dependência distingue-se de outras entidades subnacionais no sentido que não constitui parte integrante do território do Estado que a governa. Uma entidade subnacional normalmente representa uma divisão do próprio Estado, enquanto um território dependente muitas vezes mantém um alto grau de autonomia em relação ao Estado que controla.
Muitas entidades políticas gozam de uma posição especial reconhecida por um tratado ou acordo internacional, resultando num certo nível de autonomia, internacionalmente consideradas como dependências, mas oficialmente consideradas pelo estado que governa como parte integrante do território nacional. Exemplos incluem Åland (Finlândia), Hong Kong (China), e Macau (China).
Ao mesmo tempo, existem regiões autónomas que não são dependências e sim parte integrante de territórios nacionais.